# 山内徳信
山内徳信（やまうち とくしん、1935年2月15日 - ）は、日本の政治家。前日朝国交正常化推進議員連盟幹事。
参議院議員（1期）、沖縄県出納長、読谷村長などを歴任。

## 経歴
- 沖縄県中頭郡読谷村出身[1]。
- 1958年、琉球大学文理学部史学科卒業。公立高等学校教員（地方公務員）となり琉球政府立読谷高等学校で社会科教員。
- 1965年、研究員として静岡県立島田高等学校に派遣。
- 1966年、琉球政府立中部農林高等学校に転勤。
- 1973年、沖縄県立読谷高校に転勤。
  - この17年間の教員生活における教え子に、参議院議員の糸数慶子がいる。
- 1974年、読谷村長に当選（6期）。任期中、読谷村の土地の73％を占めた米軍基地を47%まで減らしていった[2]。
  - 村長に初当選した時は39歳で、権力と闘うために村長室に 憲法9条と99条の条文を書いた掛け軸を、相手に見えるように掲げた。現在でも村長室にはこの掛け軸がかかっている[3]。
  - 1997年、読谷補助飛行場内に読谷村役場・村議会を移設、その後飛行場は2006年に全面返還された。
- 1998年1月28日、沖縄県知事・大田昌秀の下で沖縄県出納長に就任。
- 1998年12月9日、県出納長を退任。
- 1999年4月10日、山内平和憲法・地方自治問題研究所を開設する。基地の県内移設に反対する県民会議共同代表の1人。
- 2007年7月29日の参議院議員選挙で比例区に社会民主党から立候補し、初当選した。
- 2012年7月、次の参議院議員選挙には立候補せず、政界を引退する意向を表明した[4]。

## 発言・活動
- 2013年6月11日、参議院外交防衛委員会で米軍普天間飛行場（沖縄県宜野湾市）の名護市辺野古移設について「辺野古新基地建設は人殺しをする戦争目的の飛行場建設だ。（米国の）海兵隊の使う基地は人殺しのためのものだ」と述べた[5]。産経新聞はこの発言を「暴言」であるなどと報じた[5]。

## 政策
- 選択的夫婦別姓に賛成[6]。

## 所属していた団体・議員連盟
- 日朝国交正常化推進議員連盟（幹事）
- クラスター爆弾禁止議員連盟（発起人）

## 文献

### 自著
- 1988年10月 『読谷村・基地と文化の闘い』おてんてん文庫
- 1998年5月 『叫び訴え続ける基地沖縄 主権在民の精神を盾に 読谷24年・村民ぐるみの闘い』那覇出版社、ISBN 4890951008
- 2001年8月 『憲法を実践する村 沖縄・読谷村長奮闘記』明石書店、ISBN 4750314471
- 2006年3月 『米軍再編と沖縄の基地　国外移転こそ民衆の願い』創史社、ISBN 4915970280
- 2007年5月 『沖縄・読谷村憲法力がつくりだす平和と自治』明石書店、ISBN 4750325457

### 共著
- 1997年10月 『沖縄・読谷村の挑戦 米軍基地内に役場をつくった』（水島朝穂との共著）、岩波ブックレット、岩波書店、ISBN 4000033786
- 2000年1月 『ウチナーンチュは何処へ 沖縄大論争』（大田昌秀、太田武二ら15名との共著）、実践社、ISBN 4916043359

### その他
- 高澤秀次『旗焼く島の物語 沖縄･読谷村のフォークロア』社会評論社、1988年4月、ISBN 4784509119
- 『激動 読谷村民戦後の歩み』編集委員会『激動　読谷村民戦後の歩み』読谷村、1993年3月、